# Adyroma
Adyroma é um gênero de traça pertencente à família Arctiidae.

## Espécies
- Adyroma reposita Moschler, 1880